# Sphodromantis gracilicollis
Sphodromantis gracilicollis är en bönsyrseart som beskrevs av Max Beier 1930. Sphodromantis gracilicollis ingår i släktet Sphodromantis och familjen Mantidae. Inga underarter finns listade i Catalogue of Life.